# Караой (Илийский район)
Караой (каз. Қараой) — село в Илийском районе Алматинской области Казахстана. Административный центр Караойского сельского округа, в который входят село Нургиса Тлендиев и село Косозен. Расположено на берегу реки Каскелен, примерно в 20 км к северо-западу от Алма-Аты. Код КАТО — 196843100.

## Население
В 1999 году население села составляло 4454 человека (2200 мужчин и 2254 женщины), по данным переписи 2009 года — в селе проживало 5577 человек (2752 мужчины и 2825 женщин), а по состоянию на 2016 год — 5258 человека.
Население Караойского сельского округа составляет 10250 человек, из них: село Караой — 5282 человек, село Н.Тлендиева — 2253 человек, село Косозен — 2715 человек. Территория округа составляет — 70 198,0 кв.м.

## Органы власти
- с 10 июня 1986 года по 1996 год Поротиков Виктор Николаевич председатель Караойского сельского Совета, глава сельской администрации[4];
- с 1996 по 2017 год Поротиков Виктор Николаевич аким Караойского сельского круга[4];
- с 2017 года по настоящее время Данияр Казербаев аким Караойского сельского округа[5]

## Инфраструктура
- Дом культуры.
- Караойская сельская амбулатория.
- Средняя Школа имени Ыдырыса Ногайбаева.
- Коммунальное предприятие «Караой су».
- Государственный детский сад «Балапан».
- Частный детский сад ИП «Омаров».
- Библиотека.
- Сквер, с памятником войнам, павшим в Великой Отечественной войне.

С 1954 по 1997 годы в селе базировался свиноводческий кооператив «Или».
- загородная база погранучилища Казахстана.